# Vähäselkä
Vähäselkä är en sjö i kommunen Påmark i landskapet Satakunta i Finland. Arean är 33 hektar och strandlinjen är 4,46 kilometer lång. Sjön  ingår i Karvia å huvudavrinningsområde.   Den ligger omkring 29 kilometer norr om Björneborg och omkring 230 kilometer nordväst om Helsingfors. 
Vähäselkä ligger söder om Valkjärvi. 